# Trans-Guyana-Airways-Flug 700
Der Trans-Guyana-Airways-Flug 700 (Flugnummer IATA: TG700, ICAO: TGY700, Funkrufzeichen: TRANS GUYANA 700) war ein Frachtflug der Trans Guyana Airways von Olive Creek nach Imbaimadai. Am 18. Januar 2014 musste auf diesem Flug eine Cessna 208B Grand Caravan nach einem Triebwerksschaden im Gelände notgelandet werden. Bei dem Zwischenfall kamen beide Insassen der Maschine ums Leben.

## Flugzeug
Bei der Maschine handelte es sich um eine im Jahr 2000 gebaute Cessna 208B Grand Caravan mit der Werknummer 208B0830, die im September 2000 mit dem Luftfahrzeugkennzeichen N408MN an die M&N Aviation ausgeliefert wurde. Vom 4. Dezember 2006 bis zum 15. Dezember 2006 war die Maschine auf die Africair aus Miami, Florida zugelassen. Schließlich übernahm die Trans Guyana Airways die Maschine und ließ sie mit dem Kennzeichen 8R-GHS zu. Flugzeugkennzeichen N687MA. Das einmotorige Zubringerflugzeug war ab Werk zunächst mit einem Turboproptriebwerk des Typs Pratt & Whitney Canada PT6A-114A ausgestattet. Im Juni 2013 wurden Modifikationen an der Maschine vorgenommen, dabei wurde das originale Triebwerk durch ein fabrikneues des Typs Pratt & Whitney Canada PT6A-42A ersetzt, der Umbau wurde durch die Firma Blackhawk durchgeführt. Bis zum Zeitpunkt des Unfalls hatte die Maschine eine Gesamtbetriebsleistung von 17.998:22 Betriebsstunden absolviert.

## Insassen
An Bord der Maschine befanden sich ein Pilot und ein Lademeister. Der 25-jährige Pilot (* 22. Mai 1988) gehörte der Trans Guyana Airways seit April 2011 an. Er verfügte über 3.108 Stunden Flugerfahrung, wovon 2.555 Flugstunden auf die Cessna 208 entfielen.

## Unfallhergang
Die Maschine hob um 10:54 Uhr in Olive Creek ab. Die Beladung bestand aus Treibstoff und weiteren Gütern zur Versorgung von Goldminen. Zweieinhalb Minuten nach dem Start ereignete sich ein Triebwerksschaden, die Maschine verlor an Leistung und Höhe. Der Pilot musste die Maschine in einem dicht bewaldeten und leicht hügeligen Gebiet aufsetzen lassen. Beide Insassen kamen dabei ums Leben. Da nur drei der sieben Ölfässer verzurrt waren, rutschten die übrigen vier beim Aufprall nach vorne.

## Ursache
Als Unfallursache wurde ein Leistungsverlust, der sich kurz nach dem Start ereignet hatte, festgestellt. Der Leistungsverlust konnte auf den Bruch einer der Leitschaufeln des Verdichters zurückgeführt werden, welcher sich durch Materialermüdung ereignet hatte. 